# Oratorio di San Rocco a Fossato
L'oratorio di San Rocco a Fossato si trova nel comune di Cantagallo, in provincia di Prato.
Costruito nel 1710-1711 e ampliato nel 1775, si trova nell'abitato di Fossato ed è preceduto da una loggetta.
All'interno è una Via Crucis settecentesca in maiolica, realizzata probabilmente dopo la predicazione di San Leonardo da Porto Maurizio, nel 1746, che diffuse questa pratica religiosa nel territorio pratese.